# Liga a IV-a Prahova
Liga a IV-a Prahova, denumită oficial Liga A Prahova, este principala competiție fotbalistică din județul Prahova, organizată de Asociația Județeană de Fotbal (AJF) Prahova, situată în al patrulea eșalon al sistemului de ligi al fotbalului românesc.
Competiția este disputată de un număr variabil de echipe, în funcție de numărul echipelor retrogradate din Liga a III-a, al celor promovate din Liga a V-a Prahova, precum și al echipelor care se retrag sau se înscriu în competiție. Campioana poate sau nu să promoveze în Liga a III-a, în funcție de rezultatul barajului de promovare disputat împotriva campioanei dintr-o serie județeană vecină.

## Istoric
Până în anul 1924 fotbalul prahovean a fost reprezentat de câte o echipă, care a participat în campionatele organizate de Comisiunea Centrală de Foot-ball București. Sub-comitetul regional de fotbal Ploești, prima structură de organizare a fotbalului din județ, a fost înființată în august 1924 și de care au aparținut formații din două județe (Prahova și Buzău). Echipele din aceste regiuni au format împreună campionatul de Categoria a II-a și Categoria a III-a, din cadrul Comisiunii Centrale de 
Foot-ball București. Cel dintâi secretar al sub-regiunii a fost ales Demetru Georgescu, iar primele 16 formații care s-au întrecut în Categoria a II-a, au fost: Venus, Tricolor, Păiajen, Prahova, Triumf, U.F.P., Colțea, Val-Vârtej, Romana și Macabi - toate din Ploiești, Avântul Sportiv, Cercul Athletic, Junimea Sportivă - din Buzău, Muntenia Valea Călugărească și Aquila și Venus care reprezentat în competiție, Câmpina. Campioana Sub-comitetului (Venus Ploiești, foto 1) a participat la jocuri de baraj pentru promovare în Campionatul Categoria a II-a - București.
Din vara lui 1927, Sub-comitetul regional Ploești a organizat primul campionat de fotbal, denumit District A și care a oferit prilejul echipei campioane de a participa la turneul final care a desemnat campioana țării. La ediția de campionat 1927-1928 au participat 6 formații, 5 fiind din Ploiești (Tricolor, Prahova, Gloria, Victoria și Uniunea Funcționarilor Publici) și una din Buzău (Avântul). Sub acest campionat s-a organizat Categoria I, District B Ploiești, iar primele echipe care au participat la întrecere, au fost: Venus și Principesa Ileana (fostă Libertas), ambele din Câmpina, Excelsior, Venus, Uranus - toate din Ploiești și Avântul din Bușteni.   
În septembrie 1950, România a renunțat la tradiționala împărțire a țării pe județe și s-a trecut la organizarea administrativă de tip sovietic, în regiuni și raioane. S-au format 28 de regiuni. 
Regiunea Prahova, era împărțită în 7 raioane: Câmpina, Sinaia, Teleajen, Târgoviște, Ploiești, Cricov, Pucioasa. Pe plan sportiv, „sovietizarea” României a început în forță, anii 1950 și 1951, fiind socotiți ca un „început” al organizării sportive. S-a trecut rapid la schimbarea de nume a echipelor, fiind împrumutate foarte multe nume rusești și odată cu regionalizarea s-a trecut la o nouă organigramă de funcționare a sistemului competițional. Principalul campionat, denumit Campionatul Regional A - Prahova a fost organizat cu o singură serie, având opt echipe participante. Sub acest campionat s-a aflat două serii de Categoria B, dar a existat și campionatele numite, la început, „Centrul Local Raional” și care a devenit ulterior „Campionat Raional” acestea fiind organizate în fiecare raion din regiune. A urmat o perioadă de doi-trei ani, în care s-a ajuns ca fiecare localitate să-și înființeze și propria echipă de fotbal.
În 1968, în urma noii reorganizări administrative și teritoriale a țării, fiecare județ a înființat propriul campionat de fotbal, integrând echipele din fostele campionate regionale, precum și echipele care concurau anterior în competițiile orășenești și raionale.  Proaspăt înființatul Campionat Județean Prahova a fost pus sub autoritatea nou-înființatului Consiliu Județean pentru Educație Fizică și Sport (CJEFS) Prahova.
De atunci, structura și organizarea Ligii a IV-a Prahova, la fel ca în cazul multor alte campionate județene, au suferit numeroase schimbări. Între 1968 și 1992, principala competiție județeană a fost cunoscută sub numele de Campionatul Județean. Între 1992 și 1997, a fost redenumită Divizia C – Faza Județeană, apoi Divizia D, începând cu anul 1997, iar din 2006 este cunoscută ca Liga A Prahova.

## Lista campioanelor

### Campionatul Districtual Ploiești
| Ed. | Sezon   | Campioană                       |
| --- | ------- | ------------------------------- |
| 1   | 1927–28 | Tricolor Ploiești               |
| 2   | 1928–29 | Tricolor Ploiești               |
| 3   | 1929–30 | Tricolor Ploiești               |
| 4   | 1930–31 | Prahova Ploiești                |
| 5   | 1931–32 | Tricolor Ploiești               |
| 6   | 1932–33 | Prahova Ploiești                |
| 7   | 1933–34 | Prahova Ploiești                |
| 8   | 1934–35 | Sportul Muncitoresc Câmpina     |
| 9   | 1935–36 | Venus Câmpina                   |
| 10  | 1936–37 | Sportul Muncitoresc Câmpina     |
| 11  | 1937–38 | Astra Română Moreni             |
| 12  | 1938–39 | Feroemail Ploiești              |
| 13  | 1939–40 | Astra Română Moreni             |
| 14  | 1940–41 | Mărășești Valea Călugărească    |
| 15  | 1945–46 | Prahova Ploiești                |
| 16  | 1946–47 | Astra Română Ploiești           |
| 17  | 1947–48 | Sindicatul Metalo-Chimic Sinaia |
| 18  | 1948    | Româno-Americană Teleajen       |
| 19  | 1949    | Astra Română Poiana Câmpina     |
| 20  | 1950    | Partizanul Câmpina              |

### Campionatul Regional Prahova
| Ed.                           | Sezon                        | Campioană                      |
| Campionatul Regional Prahova  | Campionatul Regional Prahova | Campionatul Regional Prahova   |
| ----------------------------- | ---------------------------- | ------------------------------ |
| 1                             | 1951                         | Flacăra Poiana Câmpina         |
| 2                             | 1952                         | Flacăra Târgoviște             |
| Campionatul Regional Ploiești |                              |                                |
| 3                             | 1953                         | Metalul Uzina „1 Mai” Ploiești |
| 4                             | 1954                         | Metalul 113 Plopeni            |
| 5                             | 1955                         | Flacăra Târgoviște             |
| 6                             | 1956                         | Rafinăria 4 Câmpina            |
| 7                             | 1957–58                      | Rapid Plopeni                  |
| 8                             | 1958–59                      | Olimpia Pucioasa               |
| 9                             | 1959–60                      | Rapid Plopeni                  |
| 10                            | 1960–61                      | Carpați Sinaia                 |
| 11                            | 1961–62                      | Rapid Plopeni                  |
| 12                            | 1962–63                      | Rapid Mizil                    |
| 13                            | 1963–64                      | Rapid Plopeni                  |
| 14                            | 1964–65                      | Rafinăria Câmpina              |
| 15                            | 1965–66                      | Metalul Buzău                  |
| 16                            | 1966–67                      | Victoria Boboc                 |
| 17                            | 1967–68                      | Prahova Ploiești               |

### Campionatul Județean Prahova
| Ed.                  | Sezon                | Campioană                        |
| Campionatul Județean | Campionatul Județean | Campionatul Județean             |
| -------------------- | -------------------- | -------------------------------- |
| 1                    | 1968–69              | Vagonul Ploiești                 |
| 2                    | 1969–70              | Victoria Florești                |
| 3                    | 1970–71              | Viitorul Slănic                  |
| 4                    | 1971–72              | Chimia Brazi                     |
| 5                    | 1972–73              | Avântul Măneciu                  |
| 6                    | 1973–74              | Petrolul Teleajen Ploiești       |
| 7                    | 1974–75              | IUC Ploiești                     |
| 8                    | 1975–76              | IUC Ploiești                     |
| 9                    | 1976–77              | Petrolul Băicoi                  |
| 10                   | 1977–78              | ICIM Câmpina                     |
| 11                   | 1978–79              | Victoria Florești                |
| 12                   | 1979–80              | ICIM Ploiești                    |
| 13                   | 1980–81              | Minerul Filipeștii de Pădure     |
| 14                   | 1981–82              | Victoria Florești                |
| 15                   | 1982–83              | Avântul Măneciu                  |
| 16                   | 1983–84              | Victoria Florești                |
| 17                   | 1984–85              | Victoria Florești                |
| 18                   | 1985–86              | Sportul Muncitoresc Câmpina      |
| 19                   | 1986–87              | Montana Sinaia                   |
| 20                   | 1987–88              | Metalul IUM Filipeștii de Pădure |
| 21                   | 1988–89              | Rafinorul Ploiești               |
| 22                   | 1989–90              | Carpați Sinaia                   |
| 23                   | 1990–91              | Unirea Dealu Mare Urlați         |
| 24                   | 1991–92              | Astra Ploiești                   |

| Ed.                        | Sezon                      | Campioană                    |
| Divizia C - Faza județeană | Divizia C - Faza județeană | Divizia C - Faza județeană   |
| -------------------------- | -------------------------- | ---------------------------- |
| 25                         | 1992–93                    | Metalul Filipeștii de Pădure |
| 26                         | 1993–94                    | Petrolistul Boldești         |
| 27                         | 1994–95                    | Petrolul Teleajen Ploiești   |
| 28                         | 1995–96                    | Metalul Filipeștii de Pădure |
| 29                         | 1996–97                    | Minerul Filipeștii de Pădure |
| Divizia D                  |                            |                              |
| 30                         | 1997–98                    | Chimia Brazi                 |
| 31                         | 1998–99                    | Conpet Ploiești              |
| 32                         | 1999–00                    | Petrolistul Boldești         |
| 33                         | 2000–01                    | Hidrojet Breaza              |
| 34                         | 2001–02                    | Metalul Băicoi               |
| 35                         | 2002–03                    | UZTEL Ploiești               |
| 36                         | 2003–04                    | Carpați Sinaia               |
| 37                         | 2004–05                    | Matizol Ploiești             |
| 38                         | 2005–06                    | Avântul Măneciu              |
| Liga a IV-a                |                            |                              |
| 39                         | 2006–07                    | AFC Filipeștii de Pădure     |
| 40                         | 2007–08                    | Voința Kaproni Gornet        |
| 41                         | 2008–09                    | Petrolul Teleajen Ploiești   |
| 42                         | 2009–10                    | CSO Plopeni                  |
| 43                         | 2010–11                    | Prahova 2010 Tomșani         |
| 44                         | 2011–12                    | Unirea Câmpina               |
| 45                         | 2012–13                    | CSM Câmpina                  |
| 46                         | 2013–14                    | Astra II Ciorani             |

| Ed. | Sezon   | Campioană                   |
| --- | ------- | --------------------------- |
| 47  | 2014–15 | Petrolistul Boldești        |
| 48  | 2015–16 | CS Păulești                 |
| 49  | 2016–17 | Petrolul Ploiești           |
| 50  | 2017–18 | CS Blejoi                   |
| 51  | 2018–19 | CS Blejoi                   |
| 52  | 2019–20 | CSO Plopeni                 |
| 53  | 2020–21 | Petrolul 95 Ploiești        |
| 54  | 2021–22 | CS Păulești                 |
| 55  | 2022–23 | Tricolorul Breaza           |
| 56  | 2023–24 | CSO Băicoi                  |
| 57  | 2024–25 | Teleajenul Vălenii de Munte |

## Palmares
Campionatul Județean Prahova
| Club                             | Titluri | Sezoane căștigătoare                        |
| -------------------------------- | ------- | ------------------------------------------- |
| Victoria Florești                | 5       | 1969–70, 1978–79, 1981–82, 1983–84, 1984–85 |
| Petrolul Teleajen Ploiești       | 4       | 1973–74, 1994–95, 2002–03, 2008–09          |
| Metalul IUM Filipeștii de Pădure | 3       | 1987–88, 1992–93, 1995–96                   |
| Matizol Ploiești                 | 3       | 1974–75, 1975–76, 2004–05                   |
| Avântul Măneciu                  | 3       | 1972–73, 1982–83, 2005–06                   |
| AFC Filipeștii de Pădure         | 2       | 1980–81, 1996–97, 2006–07                   |
| Petrolistul Boldești             | 3       | 1993–94, 1999–00, 2014–15                   |
| Astra Ploiești                   | 2       | 1988–89, 1991–92                            |
| Chimia Brazi                     | 2       | 1971–72, 1997–98                            |
| Carpați Sinaia                   | 2       | 1989–90, 2003–04                            |
| CS Blejoi                        | 2       | 2017–18, 2018–19                            |
| CSO Plopeni                      | 2       | 2009–10, 2019–20                            |
| CS Păulești                      | 2       | 2015–16, 2021–22                            |
| Tricolorul Breaza                | 2       | 2000–01, 2022–23                            |
| Vagonul Ploiești                 | 1       | 1968–69                                     |
| Viitorul Slănic                  | 1       | 1970–71                                     |
| Petrolul Băicoi                  | 1       | 1976–77                                     |
| ICIM Câmpina                     | 1       | 1977–78                                     |
| ICIM Ploiești                    | 1       | 1979–80                                     |
| Sportul Muncitoresc Câmpina      | 1       | 1985–86                                     |
| Montana Sinaia                   | 1       | 1986–87                                     |
| Unirea Dealu Mare Urlați         | 1       | 1990–91                                     |
| Conpet Ploiești                  | 1       | 1998–99                                     |
| Metalul Băicoi                   | 1       | 2001–02                                     |
| Voința Kaproni Gornet            | 1       | 2007–08                                     |
| Prahova 2010 Tomșani             | 1       | 2010–11                                     |
| Unirea Câmpina                   | 1       | 2011–12                                     |
| CSM Câmpina                      | 1       | 2012–13                                     |
| Astra II Ciorani                 | 1       | 2013–14                                     |
| Petrolul Ploiești                | 1       | 2016–17                                     |
| Petrolul 95 Ploiești             | 1       | 2020–21                                     |
| CSO Băicoi                       | 1       | 2023–24                                     |
| Teleajenul Vălenii de Munte      | 1       | 2024–25                                     |

Campionatul Regional Prahova
| Club                   | Titluri | Sezoane căștigătoare                     |
| ---------------------- | ------- | ---------------------------------------- |
| Rapid Plopeni          | 5       | 1954, 1957–58, 1959–60, 1961–62, 1963–64 |
| Flacăra Târgoviște     | 2       | 1952, 1955                               |
| Rafinăria Câmpina      | 2       | 1956, 1964–65                            |
| Prahova Ploiești       | 2       | 1953, 1967–68                            |
| Flacăra Poiana Câmpina | 1       | 1951                                     |
| Olimpia Pucioasa       | 1       | 1958–59                                  |
| Carpați Sinaia         | 1       | 1960–61                                  |
| Rapid Mizil            | 1       | 1962–63                                  |
| Metalul Buzău          | 1       | 1965–66                                  |
| Victoria Boboc         | 1       | 1966–67                                  |

Campionatul Districtual Ploiești
| Club                            | Titluri | Sezoane căștigătoare               |
| ------------------------------- | ------- | ---------------------------------- |
| Tricolor Ploiești               | 4       | 1927–28, 1928–29, 1929–30, 1931–32 |
| Prahova Ploiești                | 4       | 1930–31, 1932–33, 1933–34, 1945–46 |
| Sportul Muncitoresc Câmpina     | 2       | 1934–35, 1936–37                   |
| Astra Română Moreni             | 2       | 1937–38, 1939–40                   |
| Venus Câmpina                   | 1       | 1935–36                            |
| Feroemail Ploiești              | 1       | 1938–39                            |
| Mărășești Valea Călugărească    | 1       | 1940–41                            |
| Astra Română Ploiești           | 1       | 1946–47                            |
| Sindicatul Metalo-Chimic Sinaia | 1       | 1947–48                            |
| Româno-Americană Teleajen       | 1       | 1948                               |
| Astra Română Poiana Câmpina     | 1       | 1949                               |
| Partizanul Câmpina              | 1       | 1950                               |